# Junio Valerio Borghese

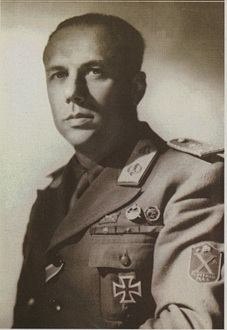
Junio Valerio Borghese (um 1944/1945 in der Uniform der Xª Flottiglia MAS der RSI mit dem Eisernen Kreuz der 2. und 1. Klasse)

Prinz Junio Valerio Scipione Borghese (* 6. Juni 1906 in Rom; † 26. August 1974 in Cádiz, Spanien) war ein italienischer Marine-Offizier und faschistischer Politiker. Seine Herkunft aus dem  Hochadel und die Mitgliedschaft in der Faschistischen Partei, deren Farbe Schwarz war, brachten ihm den Beinamen der Schwarze Prinz (italienisch Il principe nero) ein.

## Leben

### Kindheit und Jugend
Junio Valerio Borghese entstammte einer der angesehensten römischen Adelsfamilien, den Borghese. Da sein Vater Diplomat war, verbrachte er einen Großteil seiner Kindheit und Jugend im Ausland, unter anderem in China, Ägypten, Spanien, Frankreich und Großbritannien. Im Jahre 1922 wurde er an der Marineakademie in Livorno aufgenommen und verließ diese 1928 als Leutnant zur See. In den Jahren danach diente er auf verschiedenen Kriegsschiffen der Regia Marina (Königlichen Marine), ab 1932 dann auf U-Booten.

### Zweiter Weltkrieg
Bei Ausbruch des Krieges war Borghese Kommandant des U-Bootes Vettor Pisani, mit dem er an der Seeschlacht bei Punta Stilo und an Operationen gegen Gibraltar teilnahm. Im Jahre 1941 übernahm er als Korvettenkapitän (Capitano di Corvetta) das U-Boot Scirè, mit dem er der Xª Flottiglia MAS, einer Spezialeinheit der italienischen Marine, zugeteilt wurde. Mit diesem Boot unterstützte er einen berühmten Einsatz italienischer Kampfschwimmer (unter ihnen Luigi Durand de la Penne) mit bemannten Torpedos gegen den britischen Flottenstützpunkt im Hafen von Alexandria, wobei die britischen Schlachtschiffe Valiant und Queen Elizabeth versenkt wurden. Beide Schiffe konnten allerdings nach kurzer Zeit gehoben und anschließend repariert werden. Ab Mai 1943 befehligte er die gesamte Spezialeinheit, die wegen des Waffenstillstands vom 8. September 1943 (Waffenstillstand von Cassibile) eine traumatische Spaltung erfuhr. Borghese kämpfte nach einer Einigung mit deutschen Marinestellen in Ligurien im Rahmen der faschistischen Sozialrepublik (RSI) auf Seiten der Deutschen weiter. Der Verband, der – obwohl nun ausschließlich an Land eingesetzt – weiter als Xª Flottiglia MAS auftrat, wurde in der Folge beträchtlich erweitert und (neben kurzen Einsätzen gegen alliierte Truppen, so zur Abwehr der amerikanisch-britischen Landung bei Anzio-Nettuno) vor allem im Rahmen der Partisanenbekämpfung (vgl. Resistenza) verwendet, wo er durch äußerst rücksichtsloses, an die Praxis des faschistischen squadrismo der frühen 20er Jahre anknüpfendes Vorgehen auffiel. Borghese sicherte sich hierdurch Anerkennung und Protektion der deutschen Dienststellen, die seiner Einheit ein nahezu autonomes Agieren ermöglichten und ihn vor wiederholten Interventionen der italienischen Behörden – im Januar 1944 ließ Mussolini Borghese sogar verhaften, musste ihn aber auf deutschen Druck hin wieder entlassen – schützten. Für seine Einsätze erhielt er auch deutsche Auszeichnungen, darunter das Eiserne Kreuz 2. und 1. Klasse. Die Xª Flottiglia MAS wurde am 26. April 1945 in Mailand aufgelöst.

### Nachkriegszeit und versuchter Staatsstreich
Borghese ging zunächst in alliierte Gefangenschaft. Am 17. Februar 1949 verurteilte man ihn zu zwölf Jahren Haft, doch dank der Protektion des amerikanischen Geheimdienstes OSS kam er umgehend frei. Borghese betätigte sich in den Jahren danach in der neofaschistischen Partei Movimento Sociale Italiano (MSI), deren Ehrenvorsitzender er 1951 wurde. Später verließ er die Partei, die ihm zu schwach erschien, und schloss sich der außerparlamentarischen extremen Rechten an. 1968 gründete er eine eigene Partei mit dem Namen Fronte Nazionale. Zusammen mit Angehörigen dieser Partei und zahlreichen hohen Beamten und Offizieren soll er in der Nacht vom 7. auf den 8. Dezember 1970 einen Staatsstreichversuch unternommen haben. Zumindest von den Plänen und Vorbereitungen zu diesem Staatsstreich, an dem laut Recherchen von Mauro De Mauro auch die Mafia beteiligt war, sollen die Geheimdienste wie der SISMI und einige wichtige Politiker gewusst haben, darunter Giulio Andreotti.
Borghese zog sich nach dem ominösen Putschversuch, den er selbst im letzten Moment abgebrochen haben soll, ins franquistische Spanien zurück, wo er 1974 starb.

### Familie
Junio Valerio war ein Sohn von Livio Borghese (* 1874 in Frascati; † 1939 in Athen) und dessen Ehefrau Valeria, geb. Keun (* 1880 in Smyrna; † 1956 in Catania).
Er war verheiratet mit Daria Wassiljewna Olsufjewa (* 1909 in Moskau; † 1963 in Rom) und hatte vier Kinder.

## Dokumentarfilm
- Dienstbereit – Nazis und Faschisten im Auftrag der CIA, Regie und Buch: Dirk Pohlmann, Produktion: Florian Hartung, ZDF/ARTE, 2013